# Botia almorhae
Botia almorhae là một loài cá nước ngọt thuộc họ Botiidae. Nó bắt nguồn từ lưu vực sông Hằng ở miền bắc Ấn Độ và Nepal. 

## Đặc điểm
Chúng có thể đạt chiều dài 14–16 cm (5,5-6,3 in), chúng được thường xuyên giữ trong bể nuôi cá và tương đối ngoan ngoãn đối với hầu hết các loài cá cảnh khác. Nó khá khỏe mạnh và tương đối thoáng với nhiều điều kiện nước, nhưng có xu hướng thích ngọt, nước có tính axit, pH từ 6 đến khoảng 7,4. Tuy nhiên, với sự thích nghi dần dần, chúng chịu đựng được nước kiềm, thậm chí lên đến một độ pH 8. Như các loài cá nhiệt đới, chúng thích nhiệt độ trong một phạm vi 24-27 °C (75-80 °F).
Loại cá này có thể sống trong 20 năm hoặc hơn. Chúng thích sống trong hang động, chúng sẽ ăn nhiều loại thực phẩm, chẳng hạn như thực phẩm chế biến hoặc thức ăn viên, thực phẩm đông lạnh, và các loại thực phẩm đông lạnh khô. Chúng cũng sẽ ăn ốc nhỏ trong bể cá. Khi chúng ăn sẽ tạo ra những tiếng ồn, những âm thanh cùng một lúc có thể được quan sát trong khi chúng đang bơi. Những âm thanh được tạo ra khi cá nghiến răng họng của nó. 